# Sosa Bluff
Il Sosa Bluff (in lingua inglese: Falesia Sosa), è una falesia rocciosa antartica, situata 2 km a sud del Lisignoli Bluff, nelle Schneider Hills dell'Argentina Range, nei Monti Pensacola, in Antartide. 
La falesia è stata mappata dall'United States Geological Survey (USGS) sulla base di rilevazioni e foto aeree scattate dalla U.S. Navy nel periodo 1956-67.
La denominazione è stata assegnata dall'Advisory Committee on Antarctic Names (US-ACAN), in onore di Óscar R. Sosa, luogotenente della marina argentina responsabile della Base antartica Belgrano I durante l'inverno 1966.